# Vřesina (ort i Tjeckien, lat 49,95, long 18,19)
Vřesina är en ort i Tjeckien. Den ligger i den östra delen av landet, 270 km öster om huvudstaden Prag. Vřesina ligger 244 meter över havet och antalet invånare är 1 334.
Terrängen runt Vřesina är platt. Runt Vřesina är det mycket tätbefolkat, med 1 463 invånare per kvadratkilometer. Närmaste större samhälle är Ostrava, 14,0 km sydost om Vřesina. Runt Vřesina är det i huvudsak tätbebyggt.